# Kama (rzeka)
Kama (Ка́ма) (tatar. Çulman) – rzeka w Rosji, lewy dopływ Wołgi (i największy z nich, w rzeczywistości większy także od Wołgi w miejscu połączenia obu rzek). Wypływa w republice autonomicznej Udmurcja (ros. Удму́ртия), płynąc najpierw na wschód, potem skręca na południe i zachód w obwodzie permskim, przepływa ponownie przez Udmurcję, a następnie przez republikę autonomiczną Tatarstan, gdzie spotyka się z Wołgą.

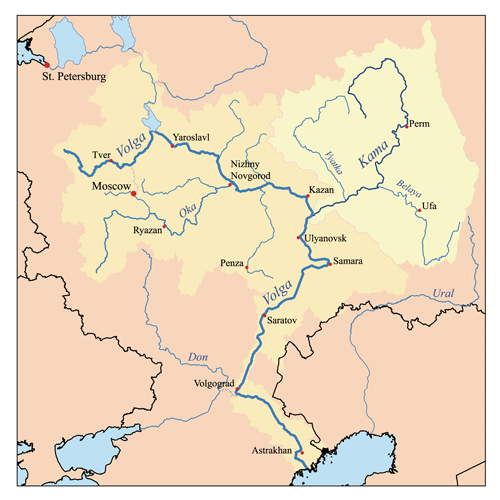
Mapa centralnej Rosji z zaznaczonym obszarem zlewni rzeki Kama oraz pozostałym obszarem zlewni Wołgi.

Całkowita jej długość wynosi 1805 km. W zlewni Kamy można doliczyć się 73 718 dopływów, z których 94,5% nie przekracza długości 10 km. Największymi jej dopływami są rzeki: Kosa, Wyszera, Syłwa, Czusowaja, Bieła, Wiatka. Nad brzegami Kamy znajdują się miasta: Czystopol, Solikamsk, Bieriezniki, Perm, Sarapuł i Nabierieżnyje Czełny. W tym ostatnim mieście znajduje się fabryka samochodów ciężarowych, znanych także w Polsce "Kamaz" (ros. Камаз), noszących nazwę od rzeki Kama.
W środkowym dorzeczu Kamy znajduje się Park Narodowy „Nieczkinskij”.